# 항변의 다섯 조항
알미니안주의 다섯 항변은 1610년에 알미니우스(1560.10.10~1609.10.19)의 영향을 받은 네덜란드 개신교도들이 요한 칼빈의 가르침에 대한 당대의 네덜란드 개혁 교회의 해석에 대하여 제기한 다섯 가지 이의(異意)를 가리킨다.

## 배경
46명의 설교자와 설교자를 교육하던 라이덴 대학의 두 지도자는 1610년 1월 14일 헤이그에서 회동하여, 논의되던 교리에 대한 자신들의 견해를 문서로 작성했다. 항변서 형식의 문서의 초안은 이안 우이텐보가르트가 잡았고 약간 손질을 본 후 7월에 모두가 서명한 후 제안되었다.
항변파들은 벨직 신앙고백과 하이델베르크 요리문답을 부인한 것이 아니라, 그것들을 믿음의 영원하고도 불변하는 규범으로서 인정하지 않았던 것이다. 그들은 성경의 하나님 말씀에만 권위를 돌리고, 모든 형식주의를 싫어했던 것이다. 그들이 또한 유지했던 것은 세속 정부가 신학 논쟁에 끼어들어 평화를 보존하고 교회 분열을 방지할 권리가 있는 것으로 보았다.
항변서 다섯 조항은 1618년 ~ 1619년에 도르트레히트에서 열렸던 네덜란드 전국 공의회(도르트 공의회 참조)에서 평가 대상이었다. 도르트(도르트레히트) 신조로 알려진, 이 공의회의 결정은 교리 다섯 항목에 걸쳐 항변서를 반대하였다. 각각 항변서 조항들에 답변하는 형식을 취했다. 이 반응으로 이후 칼빈주의 5대 강령으로 알려지게 된 것이 생겨났던 것이다. 순서를 조정하여 첫 글자를 따서 튤립(TULIP)이라는 단어와 연계시킨 이 내용들은 칼빈주의의 구원론 주제들을 다루고 있다. 죄에 대한 정통 견해를 이루는 핵심을 요약하고 있는 것이다: 1) 전적 부패(Total depravity), 2) 무조건적 선택(Unconditional election), 3) 제한적인 속죄(Limited atonement), 4) 불가항력적인 은혜(Irresistible grace), 5) 성도의 견인(Perseverance of the Saints)

## 요약
1. 부분적 타락: 인간은 하나님을 믿지 못할 만큼 타락한 것은 아니며 자신의 자유의지로 하나님을 믿기로 선택할 수 있다.
2. 조건적 선택: 예정이란 하나님께서 누가 복음을 믿을지 미리 아시고 그들을 구원하시기로 선택하신 것을 의미한다.
3. 보편적 속죄: 예수님께서 십자가에서 받으신 고통은 모든 인류를 위한 것이었다.
4. 가항적 은총: 성령님께서 어떤 사람을 구원하시려고 베푸시는 은총을 사람은 거부할 수 있다.
5. 탈락 가능성: 한 번 구원을 받은 사람도 훗날 구원을 잃어버릴 수 있다.

이상의 다섯 가지 이의는 항변서(remonstrance) 형식으로 제기 되었다. 이로 인해 도르트 총회가 열렸고, 이 회의에서 네덜란드 교회는 개혁주의 입장을 선택하였다. 이때 위의 다섯 가지 항목에 대한 개혁주의적 답변을 요약한 것이 소위 칼빈주의 5대 강령이다.

## 같이 보기
- 알미니안주의
- 개혁주의
- 칼빈주의 5대 강령